# サン＝ジェルマン＝デ＝ヴォー
サン＝ジェルマン＝デ＝ヴォー （Saint-Germain-des-Vaux）は、フランス、ノルマンディー地域圏、マンシュ県の旧コミューン。2017年1月1日、近隣のコミューンと合併し、コミューン・ヌーヴェル（fr）であるラ・アーグとなった。

## 地理
ラ・アーグ岬の先端部に位置し、西はオーデルヴィル、東はオモンヴィル＝ラ＝プティット、南はジョブールである。サン＝ジェルマン＝デ＝ヴォーは、オーデルヴィルとともに地域圏最北部のコミューンである。
コミューンはヴィラージュ地区とダンヌヴィル地区の2つから構成されている。
コミューンは複数の環境イニシアティブによって保護されている。EUのナテュラ2000（fr）のプログラムのもと、『ラ・アーグの荒地と砂丘』鳥類特別保護区となっている他、EUの指令である『ラ・アーグの海岸と荒地』EU生息地指令（en）の登録地である。

## 人口統計
| 1962年 | 1968年 | 1975年 | 1982年 | 1990年 | 1999年 | 2006年 | 2011年 |
| ------ | ------ | ------ | ------ | ------ | ------ | ------ | ------ |
| 301    | 296    | 240    | 273    | 489    | 457    | 428    | 405    |

参照元:1999年までEHESS、2004年以降INSEE

## 史跡
- ジェレタン岩 - ガルガンチュアがこの地を通過したところ、長靴にたまった砂を取り除いた。その砂がこれらの岩だという。考古学の発掘調査によって、新石器時代にまでさかのぼることができる、コタンタン最古の定住地の1つであることが判明した。
- ラシーヌ港 - 国内で最も小さな港。いくつかのボートはワイヤロープで係留されている。18世紀の海賊フランソワ・メダール・ラシーヌにちなみ名づけられた。
- ジャック・プレヴェール庭園

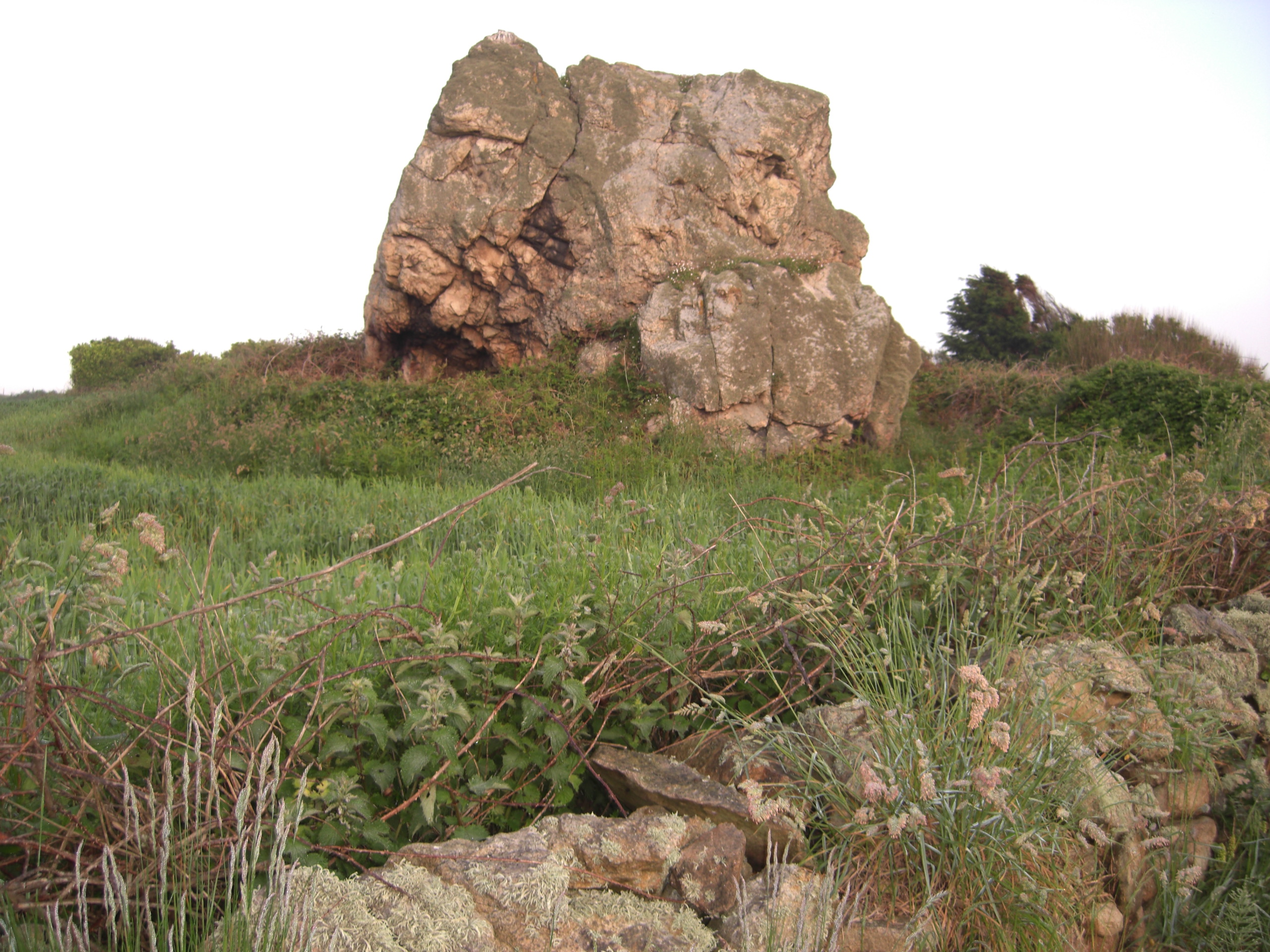
ジェレタン岩
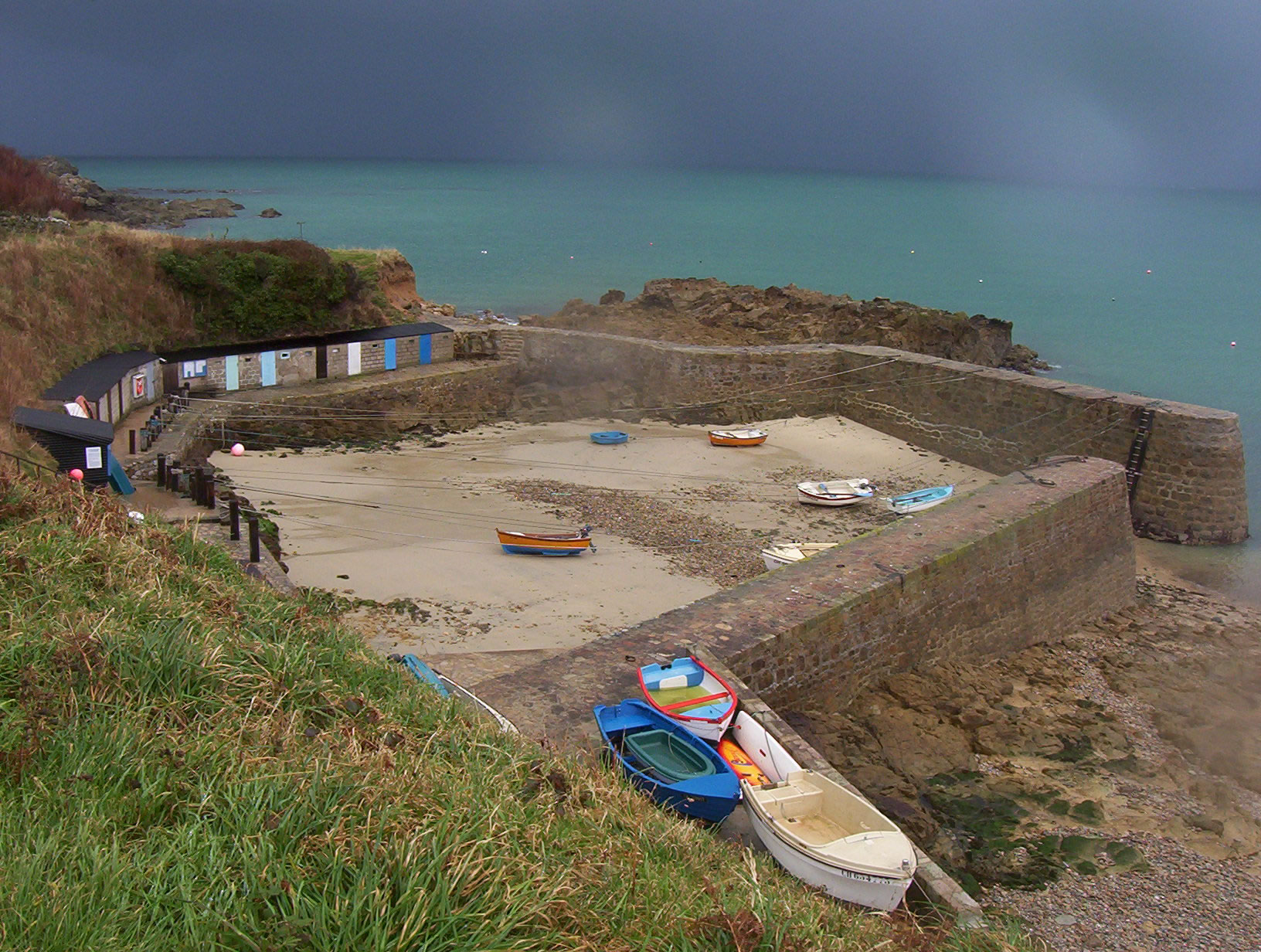
ラシーヌ港
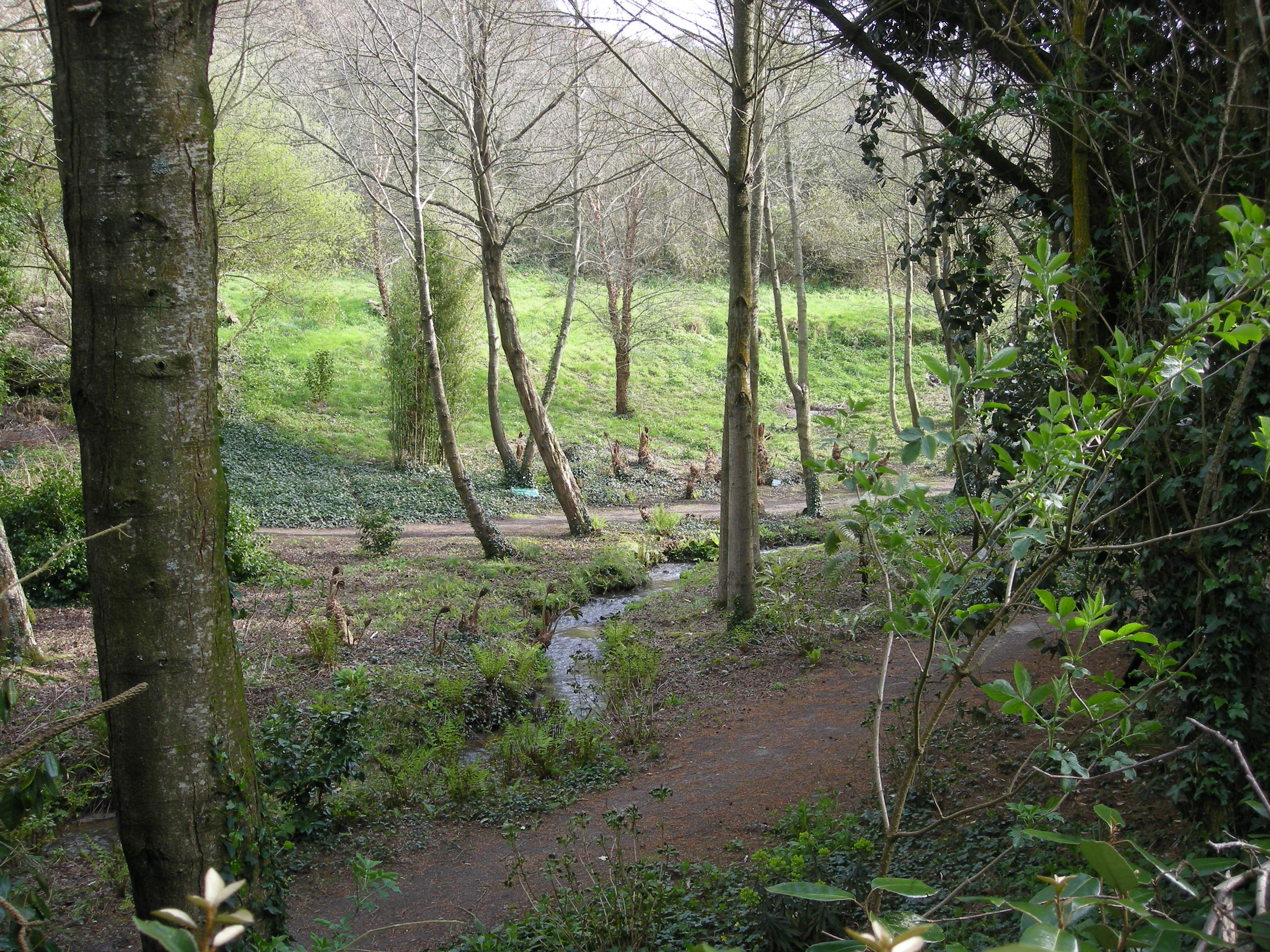
ジャック・プレヴェール庭園
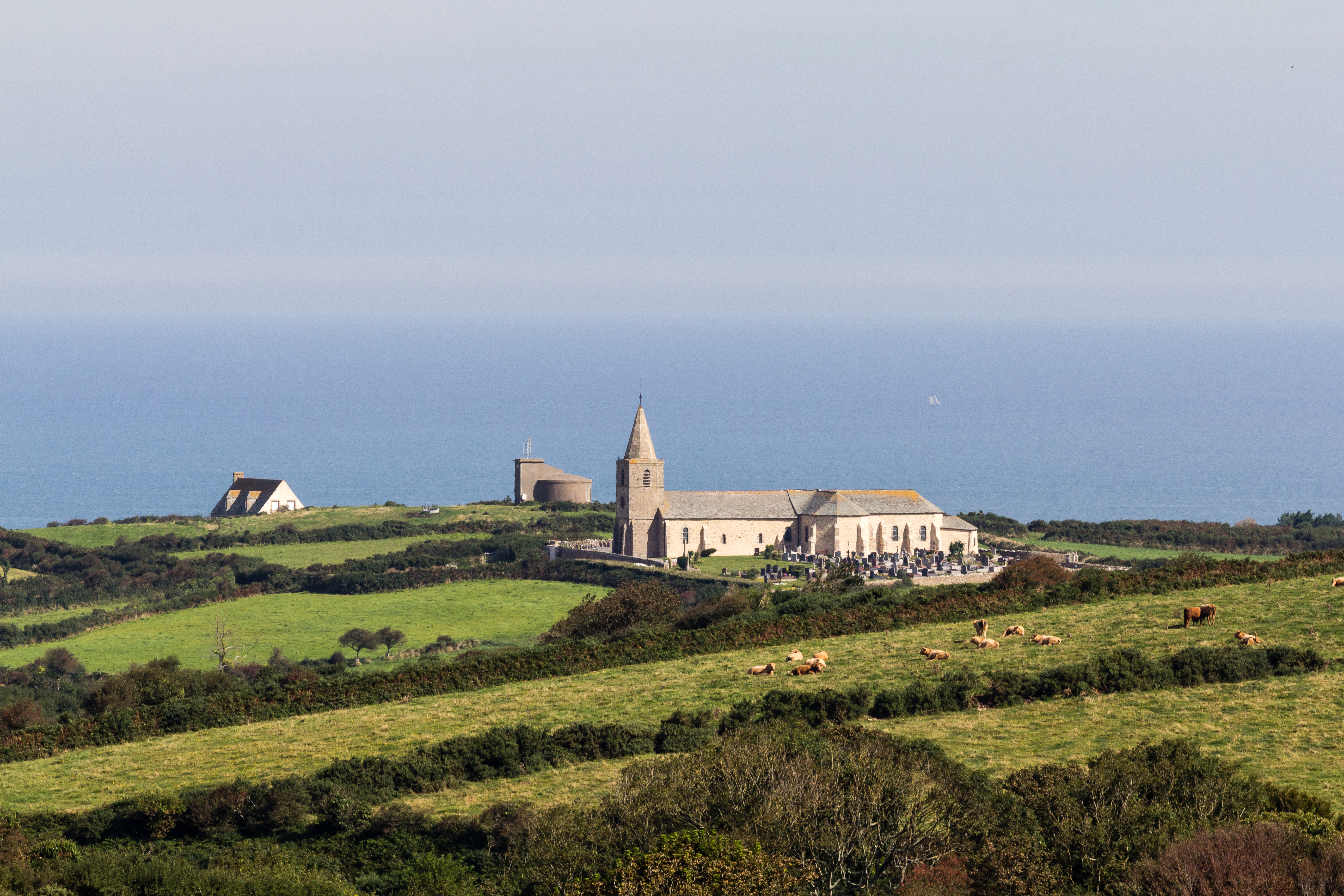
サン・ジェルマン教会